# Piero Ciampi
Piero Ciampi (ur. 28 września 1934 w Livorno, zm. 19 stycznia 1980 w Rzymie) – włoski piosenkarz, kompozytor, poeta, i autor tekstów piosenek.
Ze względu na charakter twórczości i postawę artystyczną Piero Ciampi był często kojarzony z tzw. genueńską szkołą śpiewających autorów (wł. scuola genovese dei cantautori), choć formalnie nie był członkiem tego ugrupowania.

## Życiorys
Piero Ciampi studiował w młodości na Wydziale Inżynierii Uniwersytetu w Pizie, ale go nie ukończył. Razem z braćmi Roberto i Paolo założył zespół muzyczny, w którym był wokalistą.
Zarabiał jednocześnie na życie pracując w wytwórni smarów, dopóki nie został powołany do wojska.
Następnie przeniósł się do Pesaro, gdzie grał w lokalnych klubach; tam też spotkał dawnego towarzysza broni, Gianfranca Reverberiego, który miał wywrzeć znaczący wpływ na jego przyszłe życie artystyczne. Powrócił do rodzinnego Livorno gdzie grał na kontrabasie w lokalnych zespołach, ale jego niespokojna natura i tym razem nie pozwoliła mu tu na dłuższy pobyt.
W 1957, bez grosza przy duszy, wyjechał do Genui. Tam ponownie spotkał Gianfranca Reverberiego, po czym wyjechał do Paryża. Śpiewał tam własne piosenki, często pisane w piwiarniach. Wtedy to paryżanie obdarzyli go pseudonimem L'italiano (Włoch). Stał się admiratorem Georges'a Brassensa.
W 1959 powrócił do Livorno, spędzając dni na pijaństwie i projektowaniu przyszłości. Reverberi, który tymczasem stał się uznaną osobistością w świecie muzycznym, namówił go do przeprowadzki do Mediolanu. Tam też Piero Ciampi nagrał swoją pierwszą płytę dla wytwórni Bluebell. Użył przy tym paryskiego pseudonimu Piero Litaliano (bez apostrofu).
Przeniósł się następnie do wytwórni CGD, dla której nagrał w 1963, przy udziale Reverberiego, swój pierwszy album, przyjęty nieprzychylnie zarówno przez krytykę jak i publiczność (określany jako trudny, zbytnio odbiegający od schematów typowej włoskiej piosenki, tak pod względem formy jak i treści). Zniechęcony niepowodzeniem Ciampi przerzucił się więc na pisanie piosenek bardziej wpadających w ucho; m.in. "Ho bisogno di vederti" która, śpiewana przez Gigliolę Cinquetti, zajęła czwarte miejsce na Festiwalu w San Remo w 1965. Ale i na tym polu nie odniósł spodziewanych sukcesów.
Zniechęcony niepowodzeniami zaczął w 2 poł. lat 60. wieść życie włóczęgi. Bywał w Szwecji, Hiszpanii, Wielkiej Brytanii i Irlandii. Pojawiał się nagle i znikał bez słowa. Podobnie pojawiały się i znikały w jego życiu kobiety. Z jedną z nich, Irlandką Moirą miał, po zaledwie rok trwającym małżeństwie, syna. To ją zapewne miał na myśli, gdy pisał dedykację na debiutanckiej płycie: "kobiecie, którą kochałem..." Z inną, Gabrielą – miał córkę. Jedyną wierną towarzyszką życia, jaka mu pozostała, była butelka.
Tak wkroczył w lata 70. Tylko nieliczni przyjaciele doceniali talent kompozytorsko-interpretatorski Piero Ciampiego. Należał do nich Gino Paoli. On to wykonywał w tym czasie jego piosenki, zorganizował dla niego kontrakt z wytwórnią RCA. Otrzymaną zaliczkę Ciampi roztrwonił, nie nagrawszy ani jednego utworu. Pogardliwy egoizm ciążył na nim jako artyście i poecie. W koncertach organizowanych dla niego występował podchmielony, obrażając publiczność. Mimo to napisał jeszcze kilka piosenek dla innych wykonawców, nagrał kilka płyt. Ornella Vanoni zamierzała nagrać cały album z jego piosenkami, ale Ciampi stał się nieuchwytny. Miotał się między jednym klubem a drugim, często nie kończąc koncertów, bawiąc się w kotka i myszkę z organizatorami.
Zmarł w Rzymie 19 stycznia 1980 na raka gardła.

## Dyskografia

### Albumy
- 1963 – Piero Litaliano
- 1971 – Piero Ciampi
- 1973 – Io e te abbiamo perso la bussola
- 1975 – Andare camminare lavorare e altri discorsi
- 1976 – Piero Ciamoi dentro e fuori (album podwójny)

### Kompilacje
- 1981 – Le carte in regola
- 1990 – L'album di Piero Ciampi (LP potrójny, CD podwójny)

### Single
- 1960 – Conphiteor/La grotta dell'amore
- 1961 – L'ultima volta che la vidi/Quando il vento si leva
- 1961 – Fino all'ultimo minuto/Qualcuno tornerà
- 1961 – Autunno a Milano/Hai lasciato a casa il tuo sorriso
- 1961 – Fino all'ultimo minuto/Qualcuno tornerà/Autunno a Milano/Hai lasciato a casa il tuo sorriso (EP)
- 1962 – Confesso/Non siamo tutti eroi
- 1962 – Fra cent'anni/Confesso
- 1962 – Alè Alè/Fra cent'anni
- 1962 – Lungo treno del Sud/Non siamo tutti eroi
- 1963 – Un giorno o l'altro ti lascerò/E va bene
- 1965 – Ho bisogno di vederti/Chieder perdono non è peccato
- 1970 – Tu no/Barbara non c'è
- 1971 – L'amore è tutto qui/Il vino
- 1972 – Il giocatore/40 soldati 40 sorelle
- 1973 – Io e te, Maria/Te lo faccio vedere chi sono io
- 1975 – Andare camminare lavorare/Cristo tra i chitarristi
- 1975 – Uffa che noia/Canta una suora
- 1995 – Te lo faccio vedere io chi sono/Adius (CD)